# Trinitarios (organización criminal)
Los Trinitarios es la mayor y peligrosa organización criminal  multinacional con sede en Nueva York, Estados Unidos,  compuesta principalmente por dominicanos, y estadounidenses de origen dominicano. El nombre Trinitarios proviene de los principales revolucionarios dominicanos de la Guerra de la Independencia dominicana: Duarte (Juan Pablo Duarte), Sánchez (Francisco del Rosario Sánchez) y Mella (Matías Ramón Mella)
La Organización de los Trinitarios se originó en 1989 en la prisión de Rikers Island, un centro penal de Nueva York donde los presos dominicanos se unieron para protegerse de los ataques de los demás reclusos. A medida que estos cumplían con su condena y salían en libertad, el grupo pasó de ser un banda de prisioneros a una organización con presencia en los 5 distritos de la Ciudad de Nueva York, pero también se ha detectado actividad de este grupo en otros estados fuera de Nueva York, en España, Reino Unido y en la misma República Dominicana.
Es considerada la pandilla de más rápido crecimiento en Nueva York, reclutando miembros de las escuelas secundarias locales que se sentían identificados con la ideología. Para el área de actividad de la pandilla, con el mayor número de informes procedentes de Chelsea, Gramercy Park, Harlem, Inwood, la sección de Morris Heights de la Bronx y Washington Heights. Su lema es Dios, Patria y Libertad (el lema nacional de la República Dominicana). Su color es el verde y su principal forma de distinción el uso de una bandana de color verde lima.
Sus rangos o divisiones son diversos: Disciplina (los que velan por la puntualidad), Ángeles (quienes asisten a los jefes y atienden a las nuevas incorporaciones), Tesoreros (los que llevan las cuentas) y Guerreros universales (quienes organizan la estrategia de la pelea).

## Características

### Símbolos de Identificación

Usan la bandera dominicana y el escudo (centro) en camisetas y paños.
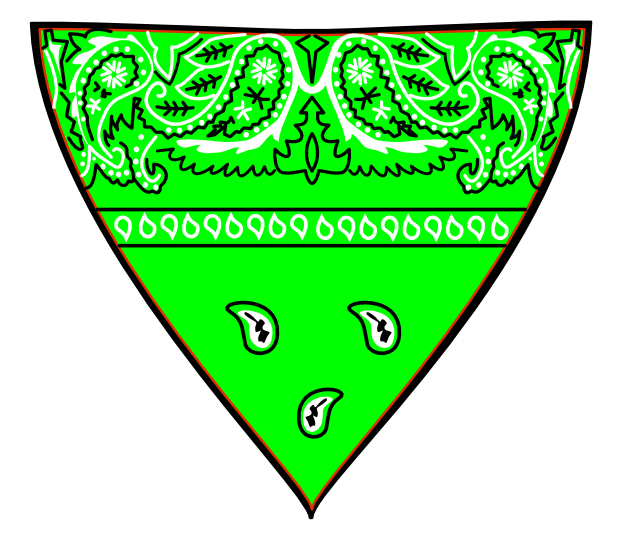
Les gusta usar Bandanas color verde lima.
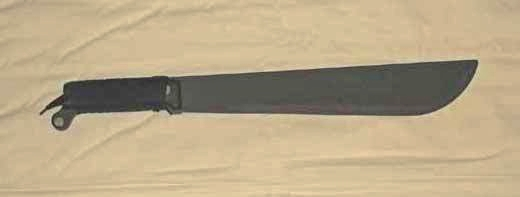
El machete es su arma predilecta, aunque los miembros también llevan bates de béisbol, pistolas y cuchillos.

## Membresía, organización y actividades criminales
En el año 2011, el Departamento de Policía de Nueva York, estimó que había 3,181 trinitarios en la ciudad, alrededor del 5% del número total de miembros de las pandillas de Nueva York. Su número creció rápidamente entre 2007 y 2008, pero luego se mantuvo estable. La pandilla opera principalmente en Nueva York y Nueva Jersey, con actividades en Upper Manhattan, el Bronx, Queens, Albany y Long Island. También tiene presencia en otras partes de la costa este, incluida Rhode Island, Georgia, Massachusetts, Pensilvania, Maryland, Florida, así como Tennessee. En España, la membresía de los Trinitarios es predominantemente dominicana, pero también boliviana, colombiana y española. Estas bandas latinoamericanas se extendieron a España como resultado de las deportaciones masivas desde Estados Unidos de inmigrantes latinoamericanos con antecedentes penales.
Los Trinitarios son conocidos por su alto grado de organización, incluida una estructura jerárquica, así como por su uso de violencia brutal. El testimonio dado contra Trinitarios en la corte indicó que "uno necesita un patrocinador para unirse, y una vez dentro, los nuevos miembros recibir un libro de reglas, hacer un juramento y jurar cumplir con la constitución de la pandilla".
Las actividades criminales perpetradas por Los Trinitarios incluyen tráfico de drogas, en heroína y cocaína, así como asalto a hogar. Los trinitarios se han infiltrado en las escuelas como campo de reclutamiento.

## Actos criminales de los Trinitarios
Tres miembros de Trinitarios, incluido el Primera (líder) del capítulo de Rhode Island de la pandilla, fueron acusados formalmente por un gran jurado federal por cargos de armas de fuego y drogas el 25 de agosto de 2010, luego de ser capturados en una Oficina Federal de Investigación (FBI) cinta de video asistiendo a una reunión organizacional en Providence. Un cuarto miembro fue acusado de cargos estatales de armas de fuego.
Siete miembros de Barcelona fueron condenados por usar un cuchillo de cocina para tallar una "X" de cincuenta centímetros en la espalda de un pandillero considerado traidor por asociarse con MS-13 el 21 de marzo de 2012. Durante el juicio, los Trinitarios fueron designados como una organización criminal que permitió imponer sentencias más severas a los perpetradores y líderes de la pandilla. El mismo día de la sentencia – 11 de mayo de 2014 – se produjo en Madrid una trifulca entre Trinitarios y Ñetas, que se saldó con la detención de veintiséis pandilleros.
En agosto de 2018, varios pandilleros Trinitarios fueron arrestados por disparar contra una casa en Lawrence, Massachusetts. Un pandillero de Trinitarios fue arrestado en enero de 2019 por dispararle a una niña de 16 años en Lawrence. En junio de 2018, un pandillero trinitario de Haverhill, Massachusetts fue arrestado por el asesinato de un miembro rival de Gangster Disciples. Un detective de Haverhill escribió que los arrestos estaban relacionados con una disputa en curso (una guerra de pandillas) entre los Trinitarios y sus rivales, los Gangster Disciples, que resultó en múltiples tiroteos".
En noviembre de 2019, en Massachusetts, 18 trinitarios se encontraban entre los 32 arrestados en la "Operación Emerald Crush". La operación involucró a más de 70 oficiales federales, estatales y locales que llevaron a cabo los arrestos de sospechosos que presuntamente vendieron cantidades masivas de armas de fuego y drogas, incluyendo cocaína, fentanilo, heroína y crack, con un valor estimado en la calle de $120,000. Las autoridades confiscaron 79 armas de fuego en el operativo. De las 79 armas que ingresaron fuera del estado, 17 fueron robadas y al menos dos fueron utilizadas en tiroteos. En un caso, los agentes encubiertos pudieron comprar 27 armas en una sola transacción.

### Asesinato de Lesandro Guzman-Feliz
El 20 de junio de 2018, en el Bronx (Nueva York), a 23:40 horas, un adolescente de 15 años llamado Lesandro "Junior" Guzmán-Feliz, salió de su departamento para prestarle a un amigo cinco dólares. Guzmán-Feliz era miembro del programa Explorers del Departamento de Policía de la Ciudad de Nueva York (NYPD), un grupo para jóvenes interesados en carreras policiales, buscando ser detective.
Cinco trinitarios, que estaban "cazando a sus enemigos", creyeron erróneamente que el adolescente era un joven que le había faltado el respeto a una de las sobrinas de los pandilleros. El chico que en realidad buscaban tenía un parecido sorprendente con Junior, por lo que se creía que era el chico que buscaban. Cinco miembros de la pandilla de los Trinitarios entraron a la bodega donde el joven estaba esperando al amigo del préstamo, ubicada en Bathgate Avenue con East 183rd Street, donde arrastraron a Lesandro a la acera frente a la tienda.
El vídeo muestra a un hombre con lo que parecía un machete entrar en la trifulca. Los cinco hombres apuñalaron repetidamente a Guzmán-Feliz en el cuello y lo acuchillaron con machetes. El adolescente logró correr al Hospital Saint Barnabas donde murió a causa de sus heridas, fuera del hospital. Los miembros de la pandilla admitieron que se trataba de un caso de identidad equivocada. El vídeo gráfico de la muerte de Guzmán-Feliz también comenzó a circular. A partir del 4 de julio de 2018, 12 personas fueron arrestadas en relación con el asesinato del adolescente.
Dos pandilleros que participaron en el ataque testificaron para la fiscalía, revelando el funcionamiento interno de la pandilla, se dictó el veredicto, uno de los asesinos gritó: "¡Popote, hasta la muerte!" ("Trinitarios hasta la muerte").
El último informe de Fiscalía de Madrid ya subrayó que en 2018 los Trinitarios estuvieron detrás de 19 de las 33 acciones criminales cometidas por las bandas latinas. En julio de 2022, dos líderes de un 'conjunto ' o facción fueron condenados por asesinato por ordenar el asesinato. Varios miembros más están esperando juicio en relación con el asesinato.
Ataque en Madrid Municipio de Arganzuela por dos miembros de Trinitarios (enero de 2023)
Contexto
El 14 de enero de 2023, aproximadamente a las 22:50 h, un grupo de catorce personas—entre ellos siete mayores y siete menores de edad—pertenecientes a un “coro” de la banda juvenil Trinitarios, ejecutó un ataque coordinado en el parque Cuña Verde del Ferrocarril, situado en el distrito de Arganzuela, Madrid. La operación fue planificada como una “caída” contra el territorio de la banda rival Dominican Don’t Play (DDP). Sin embargo, las dos víctimas del ataque no tenían ninguna vinculación con bandas criminales.
Desarrollo del ataque
Los agresores llegaron al lugar desde distintos puntos de Madrid, encapuchados y vestidos de negro, armados con machetes y piedras. Aparentemente intentaron pasar desapercibidos: no portaban móviles ni transitaban juntos antes del ataque. Una vez allí, al grito de “Patria”, abordaron a tres jóvenes sentados en un banco y les exigieron realizar gestos simbólicos propios de rivalidad de bandas. Dos fueron heridos gravemente: uno sufrió una lesión profunda en la cara que afectó nervios faciales; el otro quedó con tendones del brazo seccionados. Ambos precisaron asistencia médica urgente.
Investigación y consecuencias penales
La investigación, liderada por la Brigada Provincial de Información, recopiló pruebas clave como imágenes de videovigilancia, registros de transporte público y escuchas telefónicas que confirmaron la planificación. En junio de 2023 se produjo la detención de doce implicados (siete adultos y cinco menores), tras registros domiciliarios donde se incautaron machetes, munición y distintivos de la banda.
Sentencia
En abril de 2025, la Audiencia Provincial de Madrid dictó sentencia firme:
- Seis mayores aceptaron una condena de 10 años de prisión cada uno, por dos delitos de asesinato en grado de tentativa (cada uno con agravantes de alevosía y pertenencia a organización criminal), junto con ocho años de libertad vigilada y prohibición de acercarse a las víctimas a menos de 500 metros.
- Un séptimo adulto (sin prueba fehaciente de pertenencia a la banda) recibió 7,5 años de cárcel por los mismos cargos, pero sin agravante de organización.
- Siete menores fueron condenados a 3,5 años de internamiento en centros de reforma.  Las víctimas también recibieron una indemnización colectiva de aproximadamente 26 000 € por las graves lesiones y secuelas. Ninguna de las partes recurrió la resolución